# Gérard Geisbusch
Gérard Geisbusch (* 4. Mai 1988 in Luxemburg) ist ein ehemaliger luxemburgischer Fußballnationalspieler.

## Verein
Der Abwehrspieler spielte bis Ende der Saison 2006/2007 in Frankreich bei der Jugend des FC Metz und stand von 2007 bis Sommer 2009 in seinem Heimatland beim CS Fola Esch unter Vertrag. Im Sommer 2009 wechselte er zum VfR Aalen in die Regionalliga Süd, kam unter Trainer Rainer Scharinger jedoch nicht zum Einsatz. Nach einem Jahr kehrte er zu CS Fola Esch zurück. Zur Saison 2012/13 wurde er für ein Jahr an Union 05 Kayl/Tétange ausgeliehen. In der Saison 2013/14 spielte er in den Planungen von Fola-Trainer Jeff Strasser keine Rolle mehr und wurde in der Winterpause aus dem Kader gestrichen. Zur neuen Saison wechselte er dann zum Zweitligaaufsteiger FC Titus Lamadelaine. In der Spielzeit 2015/16 bestritt er noch vier Partien für Union Titus Petingen in der Ehrenpromotion und beendete dann wegen einer Schulterverletzung seine aktive Karriere.

## Nationalmannschaft
Zwei A-Länderspiele gegen:
- Saudi-Arabien (1:2, am 30. Januar 2008 in Riad)
- Mazedonien (1:4, am 20. August 2009 in Luxemburg)